# Destilação por forno solar
Destilação por forno solar é um método de dessalinização por destilação através de um forno solar, para tornar a água potável. 

## Princípio
O forno solar tem como função concentrar em uma pequena área os raios luminosos através de um espelho parabólico, para que o recipiente que contém a água a ser evaporada chegue a uma temperatura mais alta que com os demais métodos. 
Um tanque contendo agua salgada abastece o reservatório de evaporação através de uma válvula. O forno solar aquece o evaporador, o suficiente para a água se evaporar quase instantaneamente quando chegar nesse reservatório. O vapor, em seguida, passa por um trocador de calor onde se condensa, antes de cair no tanque de saida onde encontramos o destilado, água isenta de sal que antes continha e de outras impurezas. 

## Produção estimada
Com uma produção estimada em cerca de vinte litros por dia, mais elevada que a produção média dos sistemas de dessalinização mais avançados e de custo muito menor,a destilação por forno solar foi concebida para satisfazer as necessidades de uma família de poucas pessoas.
Um gerador de vapor composto por uma estrutura à base de celulose contendo aerogel, decorada com o polímero conjugado orgânico PEDOT: PSS. Em comparação com a evaporação direta da água, a taxa de produção de vapor deste gerador de vapor é 4-5 vezes maior.
O polímero pode reter a energia na luz solar, principalmente na parte infravermelha do espectro, onde grande parte do calor do sol é transportada. O aerogel possui uma nanoestrutura porosa, o que significa que grandes quantidades de água podem ser absorvidas pelos poros.